# Кунья (приток Косьвы)
Кунья — река в России, протекает в Добрянском районе Пермского края. Впадает в реку Косьва в 11 км от её устья по левому берегу. Длина реки составляет 11 км.
Исток реки в лесном массиве в 5 км к северо-западу от деревни Кыж. Река течёт на север, верхнее течение проходит по ненаселённому лесу, в низовьях река протекает через деревню Кунья. Притоки — Нижняя Кунья, Заболотная (правые). Впадает в Косьву ниже села Перемское.

## Данные водного реестра
По данным государственного водного реестра России относится к Камскому бассейновому округу, водохозяйственный участок реки — Кама от города Березники до Камского гидроузла, без реки Косьва (от истока до Широковского гидроузла), Чусовая и Сылва, речной подбассейн реки — бассейны притоков Камы до впадения Белой. Речной бассейн реки — Кама.
По данным геоинформационной системы водохозяйственного районирования территории РФ, подготовленной Федеральным агентством водных ресурсов:
- Код водного объекта в государственном водном реестре — 10010100912111100008946
- Код по гидрологической изученности (ГИ) — 111100894
- Код бассейна — 10.01.01.009
- Номер тома по ГИ — 11
- Выпуск по ГИ — 1